# Snickarbin
Snickarbin (Xylocopa) är ett släkte av bin som ingår i familjen långtungebin och som beskrevs av Pierre André Latreille 1802.

## Bildgalleri

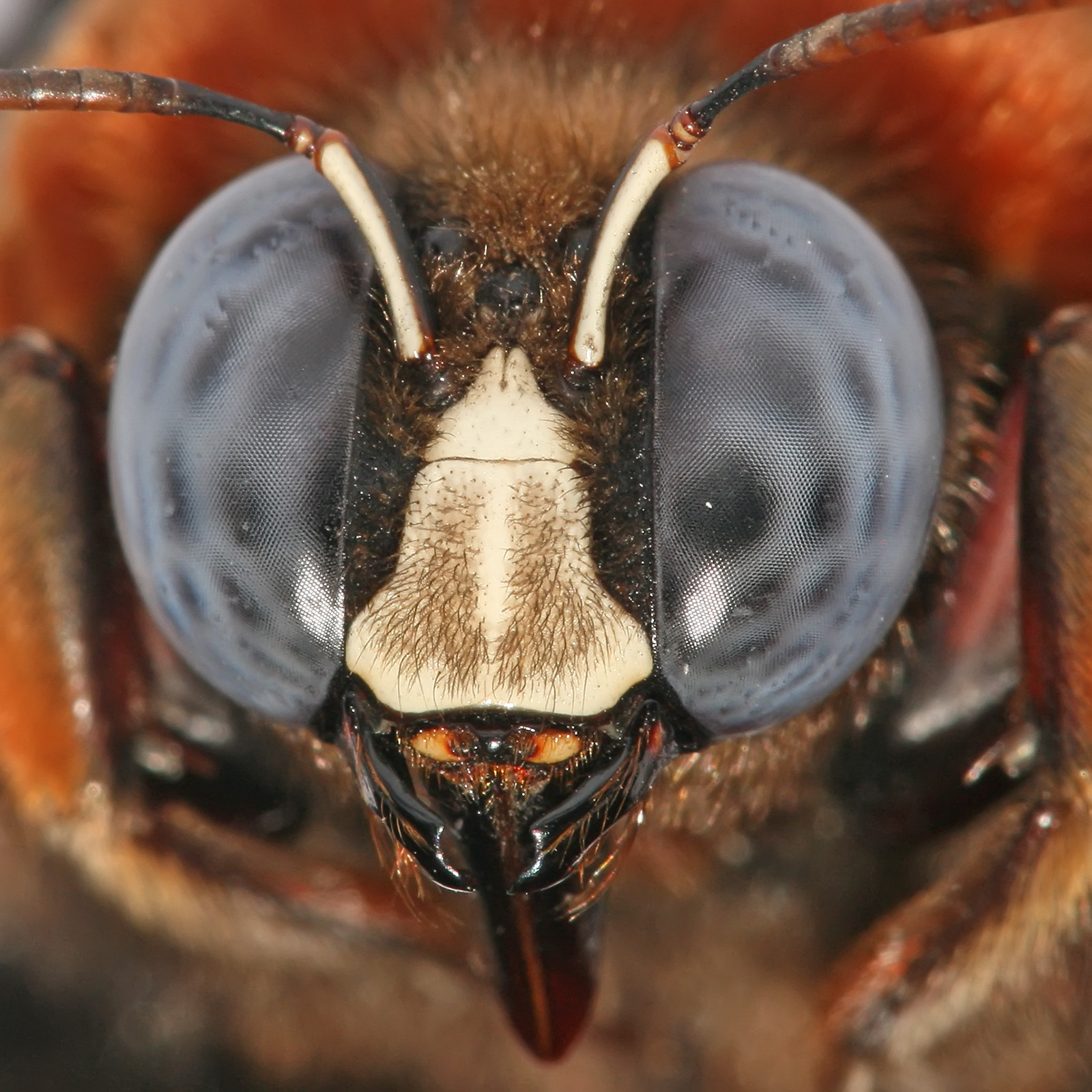
Huvud och facettögon på snickarbiart.
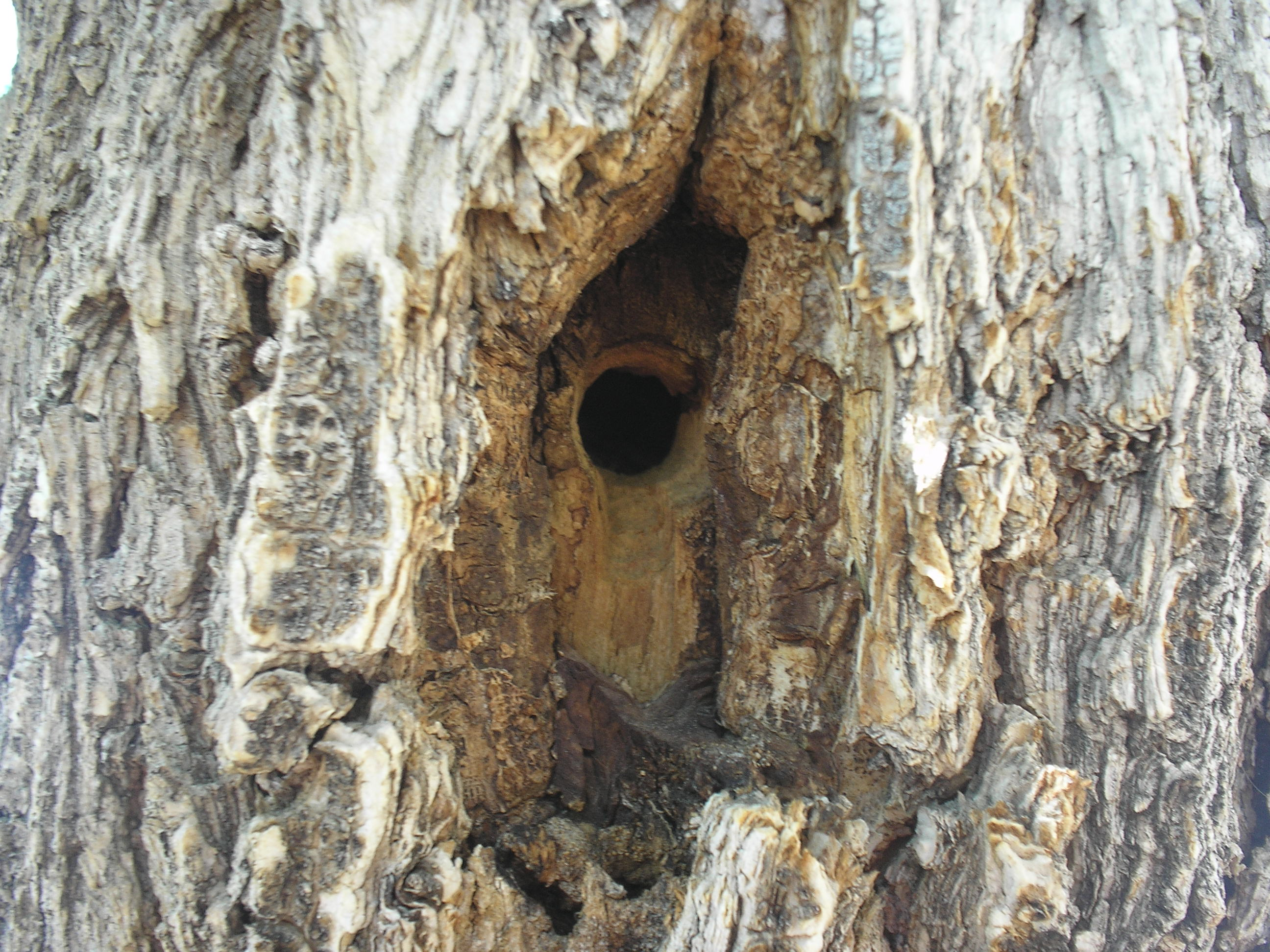
Ingångshål till larvbo.
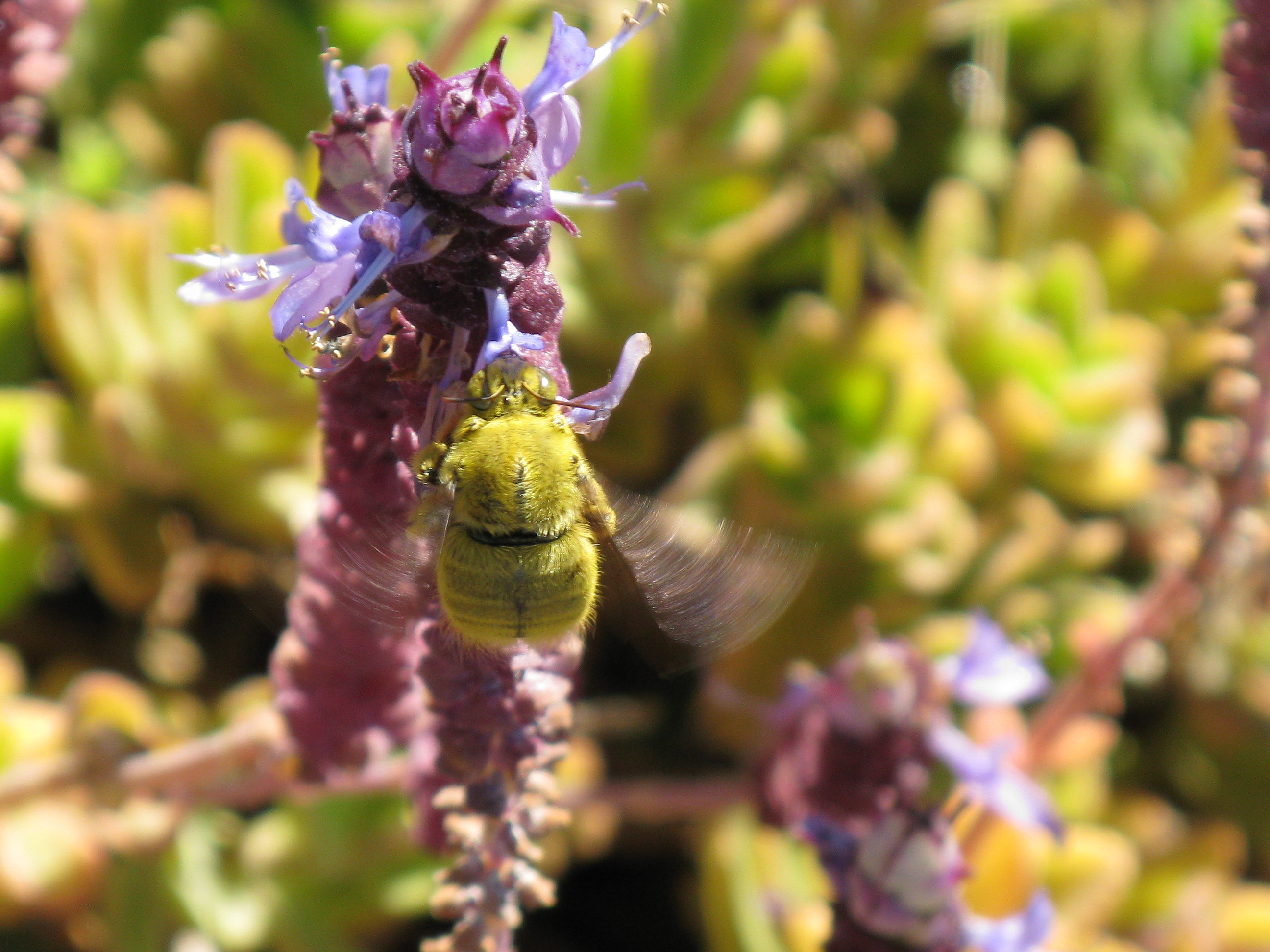
Xylocopa caffra, hane.
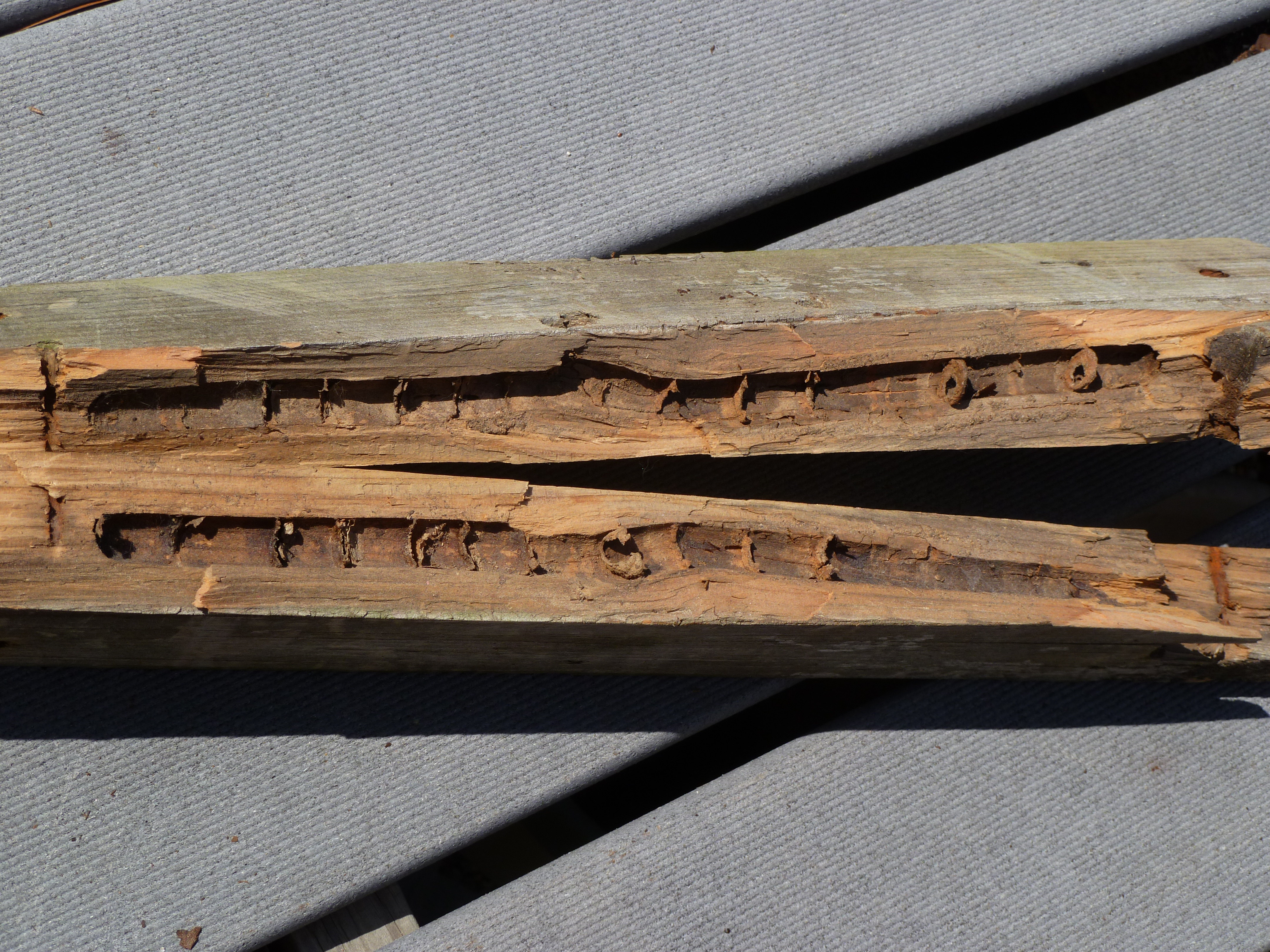
Larvbo, uppskuren gång med tomma larvceller.
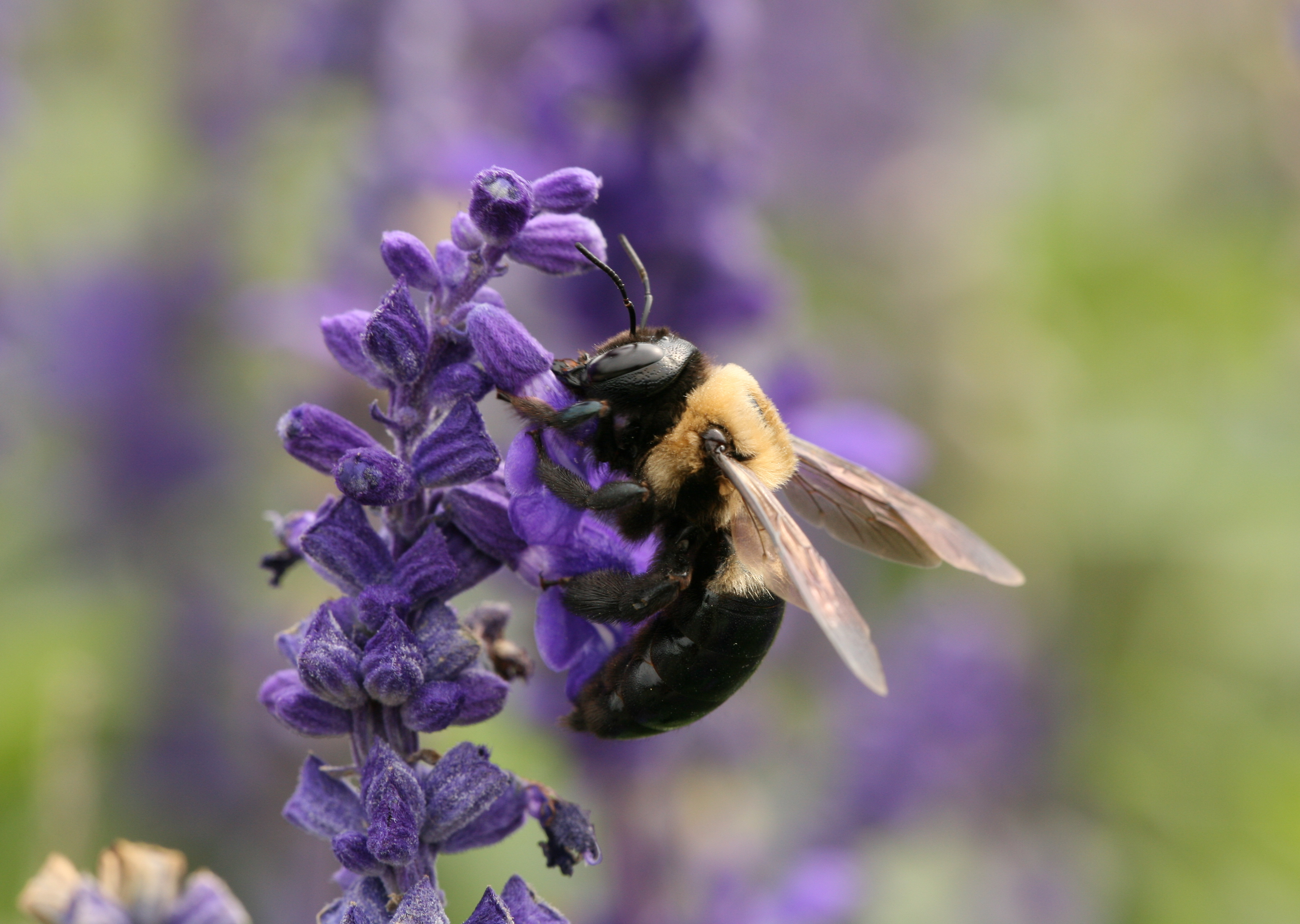
Xylocopa virginica.
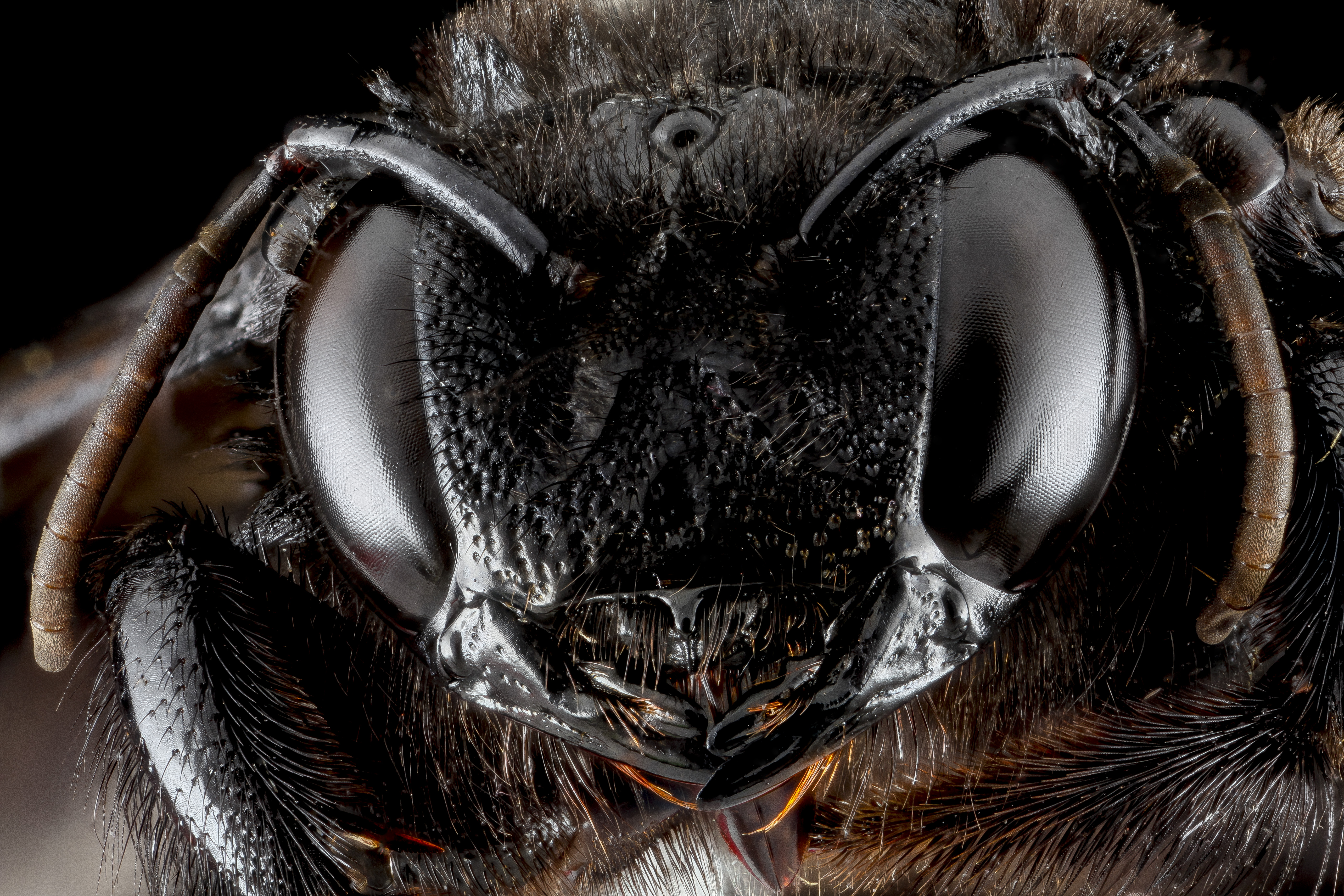
Xylocopa cubaecola.

## Beskrivning
Snickarbin är stora bin med en kroppslängd från 14 till 28 mm. Vingarna är mörka, och både grundfärgen och den korta behåringen är svart hos de nordeuropeiska arterna; längre söderut förekommer dock arter med ljusare päls. Tungan är kort men kraftig.

## Utbredning
Släktet finns i alla världsdelar utom Antarktis. Totalt omfattar det 375 arter, varav 8 i Europa. I Sverige finns två arter, svartsnickarbi (Xylocopa violacea) som har observerats 14 gånger, och storsnickarbi (Xylocopa valga) som har observerats tre gånger. De båda arterna betraktas endast som tillfälliga gäster. Endast svartsnickarbi har påträffats i Finland, där fem observationer har gjorts: En 2004 i Kuopio i landskapet Norra Savolax, en 2019 i Vanda i landskapet Nyland, en 2022 i Nokia i landskapet Birkaland, samt två osäkra 2022 i Helsingfors. 

## Ekologi
Arterna är mestadels solitära, de bildar inte samhällen utan honan har hela ansvaret för avkomman. Vissa arter kan dock ha ett primitivt, socialt levnadssätt, där några av döttrarna kan hjälpa sin mor. Honan gräver ut larvbona i murken ved eller inuti växtstjälkar (ett fåtal arter anlägger dock bona i marken). Äggcellerna, som honan täcker med ett skyddande sekret, ligger på rad inuti gångarna.

## Arter inom släktet
Arter inom släktet i alfabetisk ordning

- Xylocopa abbotti
- Xylocopa abbreviata
- Xylocopa acutipennis
- Xylocopa adumbrata
- Xylocopa adusta
- Xylocopa aeneipennis
- Xylocopa aeratus
- Xylocopa aestuans
- Xylocopa aethiopica
- Xylocopa africana
- Xylocopa albiceps
- Xylocopa albifrons
- Xylocopa albinotum
- Xylocopa alternata
- Xylocopa alticola
- Xylocopa amamensis
- Xylocopa amauroptera
- Xylocopa amazonica
- Xylocopa amedaei
- Xylocopa amethystina
- Xylocopa andarabana
- Xylocopa andica
- Xylocopa angulosa
- Xylocopa anthophoroides
- Xylocopa apicalis
- Xylocopa appendiculata
- Xylocopa artifex
- Xylocopa aruana
- Xylocopa assimilis
- Xylocopa augusti
- Xylocopa auripennis
- Xylocopa aurorea
- Xylocopa aurulenta
- Xylocopa bakeriana
- Xylocopa balteata
- Xylocopa bambusae
- Xylocopa bangkaensis
- Xylocopa barbatella
- Xylocopa bariwal
- Xylocopa basalis
- Xylocopa bentoni
- Xylocopa bequaerti
- Xylocopa bhowara
- Xylocopa biangulata
- Xylocopa bicarinata
- Xylocopa bicristata
- Xylocopa bilineata
- Xylocopa bimaculata
- Xylocopa binongkona
- Xylocopa bluethgeni
- Xylocopa bombiformis
- Xylocopa bomboides
- Xylocopa bombylans
- Xylocopa boops
- Xylocopa bouyssoui
- Xylocopa brasilianorum
- Xylocopa braunsi
- Xylocopa bruesi
- Xylocopa bryorum
- Xylocopa buginesica
- Xylocopa buruana
- Xylocopa caerulea
- Xylocopa caffra
- Xylocopa calcarata
- Xylocopa calens
- Xylocopa californica
- Xylocopa caloptera
- Xylocopa canaria
- Xylocopa cantabrita
- Xylocopa capensis
- Xylocopa capitata
- Xylocopa carbonaria
- Xylocopa caribea
- Xylocopa caspari
- Xylocopa caviventris
- Xylocopa cearensis
- Xylocopa ceballosi
- Xylocopa celebensis
- Xylocopa chapini
- Xylocopa chinensis
- Xylocopa chiyakensis
- Xylocopa chlorina
- Xylocopa chrysopoda
- Xylocopa chrysoptera
- Xylocopa ciliata
- Xylocopa citrina
- Xylocopa clarionensis
- Xylocopa claripennis
- Xylocopa cloti
- Xylocopa cockerelli
- Xylocopa codinai
- Xylocopa colona
- Xylocopa columbiensis
- Xylocopa combinata
- Xylocopa combusta
- Xylocopa concolorata
- Xylocopa conradsiana
- Xylocopa coracina
- Xylocopa cornigera
- Xylocopa coronata
- Xylocopa cribrata
- Xylocopa cubaecola
- Xylocopa cuernosensis
- Xylocopa cyanea
- Xylocopa cyanescens
- Xylocopa dalbertisi
- Xylocopa dapitanensis
- Xylocopa darwini
- Xylocopa dejeanii
- Xylocopa dibongoana
- Xylocopa dimidiata
- Xylocopa disconota
- Xylocopa distinguenda
- Xylocopa ditypa
- Xylocopa diversipes
- Xylocopa dolosa
- Xylocopa dormeyeri
- Xylocopa duala
- Xylocopa electa
- Xylocopa elegans
- Xylocopa erlangeri
- Xylocopa erythrina
- Xylocopa escalerai
- Xylocopa esica
- Xylocopa euchlora
- Xylocopa euxantha
- Xylocopa eximia
- Xylocopa fabriciana
- Xylocopa fallax
- Xylocopa fenestrata
- Xylocopa fervens
- Xylocopa fimbriata
- Xylocopa flavicollis
- Xylocopa flavifrons
- Xylocopa flavonigrescens
- Xylocopa flavorufa
- Xylocopa forbesii
- Xylocopa forsiusi
- Xylocopa fortissima
- Xylocopa fransseni
- Xylocopa friesiana
- Xylocopa frontalis
- Xylocopa fuliginata
- Xylocopa fulva
- Xylocopa funesta
- Xylocopa fuscata
- Xylocopa gabonica
- Xylocopa ganglbaueri
- Xylocopa gaullei
- Xylocopa ghilianii
- Xylocopa gracilis
- Xylocopa graueri
- Xylocopa gressitti
- Xylocopa gribodoi
- Xylocopa grisescens
- Xylocopa grossa
- Xylocopa grubaueri
- Xylocopa gualanensis
- Xylocopa guatemalensis
- Xylocopa guigliae
- Xylocopa haefligeri
- Xylocopa haematospila
- Xylocopa hafizii
- Xylocopa hellenica
- Xylocopa hirsutissima
- Xylocopa hottentotta
- Xylocopa hyalinipennis
- Xylocopa ignescens
- Xylocopa imitator
- Xylocopa incandescens
- Xylocopa incerta
- Xylocopa incompleta
- Xylocopa inconspicua
- Xylocopa inconstans
- Xylocopa inquirenda
- Xylocopa insola
- Xylocopa insularis
- Xylocopa io
- Xylocopa iranica
- Xylocopa iridipennis
- Xylocopa iris
- Xylocopa isabelleae
- Xylocopa javana
- Xylocopa kamerunensis
- Xylocopa karnyi
- Xylocopa kerri
- Xylocopa kuehni
- Xylocopa lachnea
- Xylocopa lanata
- Xylocopa langi
- Xylocopa lateralis
- Xylocopa lateritia
- Xylocopa latipes
- Xylocopa lautipennis
- Xylocopa lehmanni
- Xylocopa lepeletieri
- Xylocopa leucocephala
- Xylocopa leucothoracoides
- Xylocopa levequeae
- Xylocopa lieftincki
- Xylocopa lombokensis
- Xylocopa longespinosa
- Xylocopa longula
- Xylocopa loripes
- Xylocopa lucbanensis
- Xylocopa lucida
- Xylocopa lugubris
- Xylocopa lundqvisti
- Xylocopa luteola
- Xylocopa macrops
- Xylocopa madida
- Xylocopa madurensis
- Xylocopa maesoi
- Xylocopa magnifica
- Xylocopa maidli
- Xylocopa maior
- Xylocopa marginella
- Xylocopa mastrucata
- Xylocopa mazarredoi
- Xylocopa mcgregori
- Xylocopa mckeani
- Xylocopa meadewaldoi
- Xylocopa mendozana
- Xylocopa merceti
- Xylocopa metallica
- Xylocopa mexicanorum
- Xylocopa meyeri
- Xylocopa micans
- Xylocopa micheneri
- Xylocopa mimetica
- Xylocopa minor
- Xylocopa mirabilis
- Xylocopa mixta
- Xylocopa modesta
- Xylocopa mohnikei
- Xylocopa mongolicus
- Xylocopa montana
- Xylocopa mordax
- Xylocopa morotaiana
- Xylocopa muscaria
- Xylocopa myops
- Xylocopa nasalis
- Xylocopa nasica
- Xylocopa nautlana
- Xylocopa negligenda
- Xylocopa nigrella
- Xylocopa nigrescens
- Xylocopa nigricans
- Xylocopa nigricaula
- Xylocopa nigripes
- Xylocopa nigrita
- Xylocopa nigrocaerulea
- Xylocopa nigrocaudata
- Xylocopa nigrocincta
- Xylocopa nigroclypeata
- Xylocopa nigroplagiata
- Xylocopa nigrotarsata
- Xylocopa nitidiventris
- Xylocopa nix
- Xylocopa nobilis
- Xylocopa nogueirai
- Xylocopa nyassica
- Xylocopa oblonga
- Xylocopa obscurata
- Xylocopa obscuritarsis
- Xylocopa occipitalis
- Xylocopa ocellaris
- Xylocopa ocularis
- Xylocopa ogasawarensis
- Xylocopa olivacea
- Xylocopa olivieri
- Xylocopa ordinaria
- Xylocopa ornata
- Xylocopa orthogonaspis
- Xylocopa orthosiphonis
- Xylocopa pallidiscopa
- Xylocopa parviceps
- Xylocopa parvula
- Xylocopa perforator
- Xylocopa perkinsi
- Xylocopa perpunctata
- Xylocopa peruana
- Xylocopa perversa
- Xylocopa pervirescens
- Xylocopa phalothorax
- Xylocopa philippinensis
- Xylocopa pilosa
- Xylocopa plagioxantha
- Xylocopa praeusta
- Xylocopa prashadi
- Xylocopa preussi
- Xylocopa provida
- Xylocopa proximata
- Xylocopa przewalskyi
- Xylocopa pseudoleucothorax
- Xylocopa pseudoviolacea
- Xylocopa pubescens
- Xylocopa pulchra
- Xylocopa punctifrons
- Xylocopa punctigena
- Xylocopa punctilabris
- Xylocopa pusulata
- Xylocopa ramakrishnai
- Xylocopa rejecta
- Xylocopa remota
- Xylocopa rogenhoferi
- Xylocopa rotundiceps
- Xylocopa rufa
- Xylocopa ruficeps
- Xylocopa ruficollis
- Xylocopa ruficornis
- Xylocopa rufidorsum
- Xylocopa rufipes
- Xylocopa rufitarsis
- Xylocopa rutilans
- Xylocopa samarensis
- Xylocopa schoana
- Xylocopa scioensis
- Xylocopa senex
- Xylocopa senior
- Xylocopa shelfordi
- Xylocopa sicheli
- Xylocopa signata
- Xylocopa similis
- Xylocopa simillima
- Xylocopa sinensis
- Xylocopa smithii
- Xylocopa sogdiana
- Xylocopa somalica
- Xylocopa sphinx
- Xylocopa splendidula
- Xylocopa stadelmanni
- Xylocopa stanleyi
- Xylocopa steindachneri
- Xylocopa strandi
- Xylocopa subcombusta
- Xylocopa subcyanea
- Xylocopa subjuncta
- Xylocopa subvirescens
- Xylocopa subvolatilis
- Xylocopa subzonata
- Xylocopa sulcatipes
- Xylocopa sulcifrons
- Xylocopa suspecta
- Xylocopa suspiciosa
- Xylocopa sycophanta
- Xylocopa tabaniformis
- Xylocopa tacanensis
- Xylocopa tambelanensis
- Xylocopa tanganyikae
- Xylocopa tayabanica
- Xylocopa tegulata
- Xylocopa tenkeana
- Xylocopa tenuata
- Xylocopa tenuiscapa
- Xylocopa teredo
- Xylocopa tesselata
- Xylocopa thoracica
- Xylocopa togoensis
- Xylocopa torrida
- Xylocopa tranquebarica
- Xylocopa tranquebarorum
- Xylocopa transitoria
- Xylocopa tricolor
- Xylocopa trifasciata
- Xylocopa trochanterica
- Xylocopa truxali
- Xylocopa tumida
- Xylocopa tumorifera
- Xylocopa turanica
- Xylocopa uclesiensis
- Xylocopa unicolor
- Xylocopa ustulata
- Xylocopa vachali
- Storsnickarbi (Xylocopa valga)
- Xylocopa varentzowi
- Xylocopa varians
- Xylocopa varipes
- Xylocopa varipuncta
- Xylocopa waterhousei
- Xylocopa watmoughi
- Xylocopa wellmani
- Xylocopa velutina
- Xylocopa versicolor
- Xylocopa vestita
- Xylocopa villosa
- Xylocopa wilmattae
- Svartsnickarbi (Xylocopa violacea)
- Xylocopa virginica
- Xylocopa viridigastra
- Xylocopa viridis
- Xylocopa vittata
- Xylocopa vogtiana
- Xylocopa volatilis
- Xylocopa vulpina
- Xylocopa xanti
- Xylocopa yunnanensis
- Xylocopa zonata